# 藍迴圈

顯示 恆星演化的藍迴圈。

藍迴圈是恆星生命中的一個階段。在恆星演化領域中，在這個階段，它會從一顆溫度較低的恆星演化成較熱的恆星，然後再冷卻。這個名稱來自在赫羅圖上演化軌跡的形狀，它形成一個頂端朝向圖中的藍色（即高溫）一側的迴圈。
藍迴圈可以發生在紅巨星、紅巨星分支星或漸近巨星分支星。有些恆星可能會經歷一個以上的藍迴圈。許多脈動變星，例如造父變星就是藍迴圈上的恆星。在水平分支上的恆星，即使它們暫時比紅巨星或漸近巨星分支更熱，通常不會被稱為藍迴圈星。對單顆恆星而言，因為迴圈發展得很慢是無法觀測到的。因此，它是從理論和赫羅圖中的恆星性質和分布推斷出來的。

## 紅巨星

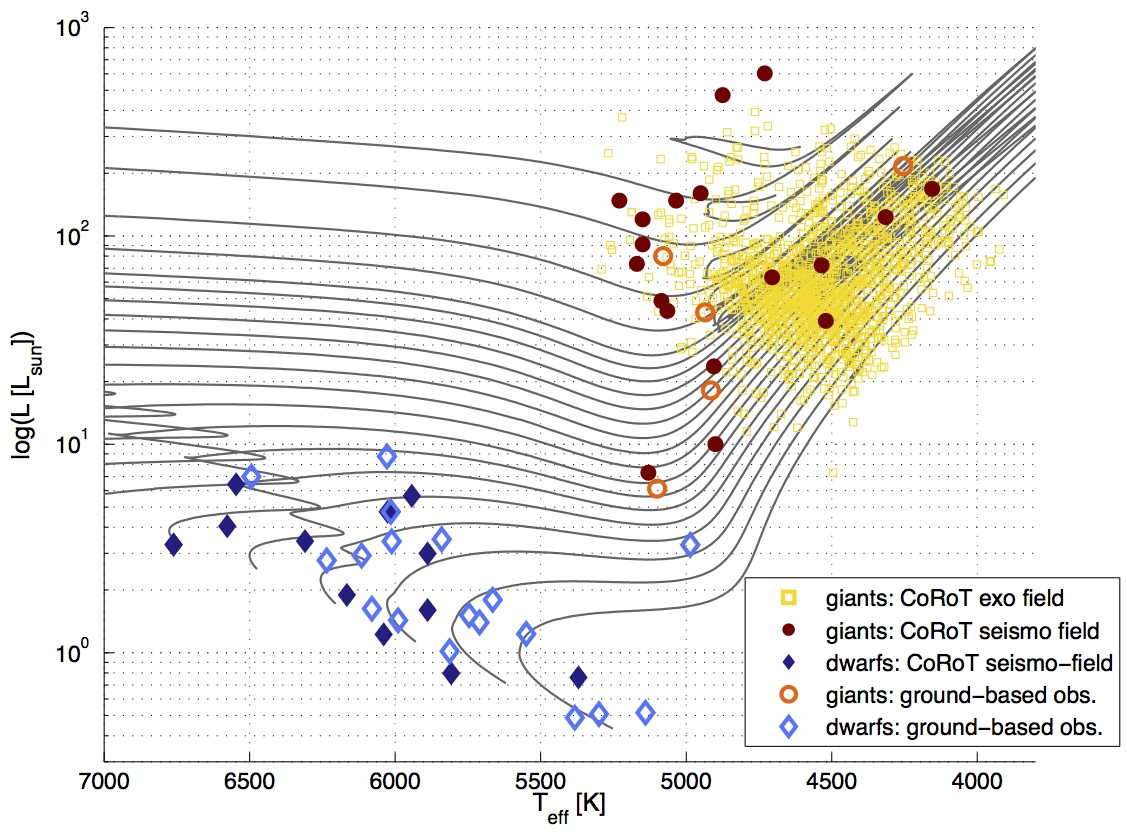
圖中顯示一些質量較大的紅巨星在恆星演化軌跡上的藍色迴圈。

紅巨星分支（RGB）上的大多數恆星都有一個無活性的氦核，並停留在紅巨星分支上，直到發生氦閃將它們移動到水平分支。然而，質量比2.3 M☉更大的恆星沒有惰性的核心。它們在到達紅巨星支尖之前，就會順利點燃氦，並在核心燃燒氦的同時變得更熱。在這個階段，質量越大的恆星會變得越熱，大約5 M☉的恆星通常都會經歷一次持續大約一百萬年的藍迴圈。這種類型的藍迴圈在恆星的一生中只會經歷一次。

## 漸近巨星分支
在漸近巨星分支（AGB）上的恆星多數都有碳和氧的惰性核心，並在核心周圍交替的同心殼層中進行氫和氦的核融合反應。氦殼層的點燃會導致熱脈衝，在某些情況下，這將導致恆星暫時增加其有效溫度並執行一個藍迴圈。當不同殼層的核融合交替開關時，可能會出現許多次熱脈衝，因而同一顆恆星可能會出現多次藍迴圈。

## 紅超巨星
紅超巨星是已經離開主序帶，並膨脹得很巨大且表面低溫的恆星。它們的高亮度和低表面重力，會使它們因無法抓住外層而迅速地失去質量。越明亮的紅超巨星失去質量的速度越快，且會使它們越來越熱，也越來越小。對於質量最大的恆星，這可能導致它從紅超巨星永遠演變成藍超巨星；但在某些情況下，恆星會執行藍迴圈，並恢復成為紅超巨星。

## 不穩定帶
執行藍迴圈的恆星穿過HR圖主序帶上方的黃色區域，因此它們中的許多恆星都會穿越稱為不穩定帶的區域，而在這個區域的恆星，外層通常是不穩定和脈動的。室女座W型變星被認為是在漸近巨星分支上，穿越不穩定帶的藍迴圈星；而造父變星被認為是在紅巨星分支中經歷藍迴圈而穿越不穩定帶。這兩種類型的恆星，在其生命的這個階段都有發光不穩定的光球，而儘管大多數恆星的質量都還不足以融合碳或到達超新星，但往往都具有超巨星的光譜 。